# جيمس تي بيتس
جيمس تي بيتس (بالإنجليزية: James T. Bates)‏ هو شخصية أعمال أمريكي، ولد في 29 سبتمبر 1844 في بوسطن في الولايات المتحدة، وتوفي في 24 ديسمبر 1914 في جنيف في سويسرا.